# 奈特缪特 (阿拉斯加州)
奈特缪特（英語：Nightmute），是美国阿拉斯加州的一座城市。该市的人口在2000年为208人，2010年有280人。人口在阿拉斯加州排行第88。